# 2-я Кавказская кавалерийская дивизия
2-я Кавказская кавалерийская дивизия — соединение кавалерии РККА, созданное во время Гражданской войны в России 1918—1920 годов. Являлось маневренным средством в руках фронтового и армейского командования для решения оперативных и тактических задач.

## Входила в состав
- В составе 10-й армии — с мая 1920 года по июнь 1920 года, переименованной в '10-ю Терскую армию, которая входила в состав Кавказского фронта

## Командный состав 2-й Кавказской кавалерийской дивизии

### Начальник
- Маркозашвили К. Г. — с 17 мая 1920 года по 23 июня 1920 года[1]

### Военком
- Зейлинкович Илья Маркович — с 7 июня 1920 года по 23 июня 1920 года[1]

### Начальники штаба
- Лыткин Михаил, врид — с 17 мая 1920 года по 11 июня 1920 года, с 22 июня 1920 года по 23 июня 1920 года[1]
- Асатиани Григорий — с 12 июня 1920 года по 22 июня 1920 года[1]